# Тригонометријски идентитети
У математици тригонометријски идентитети су еквивалентни са употребом тригонометријских функција и оне важе за сваку вредност променљивих. Геометријски, они су идентитети који укључују одређене функције једног или више углова. Они су посебни тригонометријски идентитети, они укључују оба угла дужине страна троугла. Само неки су поменути у овом чланку.
Ови идентитеи су корисни када год имамо израз који укључује тригонометријске функције, а треба да буде поједностављен. Битан захтев је интеграција не-тригонометријских функција : уобичајена техника укључује првобитно примену правила супституције на тригонометријским функцијама, и онда поједностављивање резултата интеграла са тригонометријским идентитемиа.

## Нотација

### Углови
Овај чланак користи грчка слова као што су alpha beta, gamma и theta да представи углове. Неколико различитих јединица су широко распрострањене, уклључујући степене, радијане и градијане :
1 пун круг  = 360 степени = 2{\displaystyle \pi } радијана  =  400 градијана.
Следећа табела показује верзију неких од уобичајених углова:
| Degrees | 30°                                 | 60°                                 | 120°                                 | 150°                                 | 210°                                 | 240°                                 | 300°                                 | 330°                                  |
| Radians | {\displaystyle {\frac {\pi }{6}}\!} | {\displaystyle {\frac {\pi }{3}}\!} | {\displaystyle {\frac {2\pi }{3}}\!} | {\displaystyle {\frac {5\pi }{6}}\!} | {\displaystyle {\frac {7\pi }{6}}\!} | {\displaystyle {\frac {4\pi }{3}}\!} | {\displaystyle {\frac {5\pi }{3}}\!} | {\displaystyle {\frac {11\pi }{6}}\!} |
| Grads   | 33⅓ grad                            | 66⅔ grad                            | 133⅓ grad                            | 166⅔ grad                            | 233⅓ grad                            | 266⅔ grad                            | 333⅓ grad                            | 366⅔ grad                             |
|         |                                     |                                     |                                      |                                      |                                      |                                      |                                      |                                       |
| Degrees | 45°                                 | 90°                                 | 135°                                 | 180°                                 | 225°                                 | 270°                                 | 315°                                 | 360°                                  |
| Radians | {\displaystyle {\frac {\pi }{4}}\!} | {\displaystyle {\frac {\pi }{2}}\!} | {\displaystyle {\frac {3\pi }{4}}\!} | {\displaystyle \pi \!}               | {\displaystyle {\frac {5\pi }{4}}\!} | {\displaystyle {\frac {3\pi }{2}}\!} | {\displaystyle {\frac {7\pi }{4}}\!} | {\displaystyle 2\pi \!}               |
| Grads   | 50 grad                             | 100 grad                            | 150 grad                             | 200 grad                             | 250 grad                             | 300 grad                             | 350 grad                             | 400 grad                              |

Осим ако је наведено супротно сви углови у овом чланку ће бити у радијанима, осим углова који се завршавају симболом степена (°), који су у степенима.

### Тригонометријске функције
Примарне тригонометријске функције су синус и косинус угла. Они су понкад скраћене sin и cos.
Синус угла је дефинисан у контексту правог троугла као однос дужина странице која је наспрам угла, подељене дужином најдуже странице троугла, хипотенузе.
Косинус угла је такође дефинисан у контексту правог троугла, као однос дужина страница на којој лежи угао, подељене дужином најдуже странице троугла, хипотенузом.
Тангенс угла је однос синуса и косинуса:
{\displaystyle \tan \theta ={\frac {\sin \theta }{\cos \theta }}.}
Коначно, реципроцна функција sec, csc i ctg су реципрочне синусу косинусу и тангенсу:
{\displaystyle \sec \theta ={\frac {1}{\cos \theta }},\quad \csc \theta ={\frac {1}{\sin \theta }},\quad \cot \theta ={\frac {1}{\tan \theta }}={\frac {\cos \theta }{\sin \theta }}.}

## Инверзне функције
Инверзне тригонометријске функције су делимично инверзне функције за тригонометријске функције. На пример, инверзна функција за синус, позната као 'инверзни синус' или arcsin задивољава 
{\displaystyle \sin(\arcsin x)=x\quad {\text{for}}\quad |x|\leq 1}
и
{\displaystyle \arcsin(\sin x)=x\quad {\text{for}}\quad |x|\leq \pi /2.}
Овај чланак користи нотације испод за инверзне тригонометријске функције :
| Function | sin    | cos    | tan    | sec    | csc    | cot    |
| Inverse  | arcsin | arccos | arctan | arcsec | arccsc | arccot |

## Питагорини идентитети
Основна веза између синуса и косинуса су Питагорини тригонометријски идентитет :
{\displaystyle \cos ^{2}\theta +\sin ^{2}\theta =1\!}
где cos2 θ значи (cos(θ))2 и sin2 θ значи (sin(θ))2.
Ово се може посматрати као верзија питагорине теореме, и прати једначину x2  + y2 = 1 за пуни круг. Ова једнакост може бити показана и преко синуса и преко косинуса :
{\displaystyle \sin \theta =\pm {\sqrt {1-\cos ^{2}\theta }}\quad {\text{and}}\quad \cos \theta =\pm {\sqrt {1-\sin ^{2}\theta }}.\,}

### Повезани идентитети
Дељењем Питагориног идентитета са cos2 θ или sin2 θ доприноси стварању два идентитета :
{\displaystyle 1+\tan ^{2}\theta =\sec ^{2}\theta \quad {\text{and}}\quad 1+\cot ^{2}\theta =\csc ^{2}\theta .\!}
Коришћењем ових идентитета заједно са размерним идентитетима, могуће је изразити било коју тригонометријску функцију у изразима било којих других (све до плус минус знака) :
| in terms of                     | {\displaystyle \sin \theta \!}                                           | {\displaystyle \cos \theta \!}                                           | {\displaystyle \tan \theta \!}                                           | {\displaystyle \csc \theta \!}                                           | {\displaystyle \sec \theta \!}                                           | {\displaystyle \cot \theta \!}                                           |
| ------------------------------- | ------------------------------------------------------------------------ | ------------------------------------------------------------------------ | ------------------------------------------------------------------------ | ------------------------------------------------------------------------ | ------------------------------------------------------------------------ | ------------------------------------------------------------------------ |
| {\displaystyle \sin \theta =\!} | {\displaystyle \sin \theta \ }                                           | {\displaystyle \pm {\sqrt {1-\cos ^{2}\theta }}\!}                       | {\displaystyle \pm {\frac {\tan \theta }{\sqrt {1+\tan ^{2}\theta }}}\!} | {\displaystyle {\frac {1}{\csc \theta }}\!}                              | {\displaystyle \pm {\frac {\sqrt {\sec ^{2}\theta -1}}{\sec \theta }}\!} | {\displaystyle \pm {\frac {1}{\sqrt {1+\cot ^{2}\theta }}}\!}            |
| {\displaystyle \cos \theta =\!} | {\displaystyle \pm {\sqrt {1-\sin ^{2}\theta }}\!}                       | {\displaystyle \cos \theta \!}                                           | {\displaystyle \pm {\frac {1}{\sqrt {1+\tan ^{2}\theta }}}\!}            | {\displaystyle \pm {\frac {\sqrt {\csc ^{2}\theta -1}}{\csc \theta }}\!} | {\displaystyle {\frac {1}{\sec \theta }}\!}                              | {\displaystyle \pm {\frac {\cot \theta }{\sqrt {1+\cot ^{2}\theta }}}\!} |
| {\displaystyle \tan \theta =\!} | {\displaystyle \pm {\frac {\sin \theta }{\sqrt {1-\sin ^{2}\theta }}}\!} | {\displaystyle \pm {\frac {\sqrt {1-\cos ^{2}\theta }}{\cos \theta }}\!} | {\displaystyle \tan \theta \!}                                           | {\displaystyle \pm {\frac {1}{\sqrt {\csc ^{2}\theta -1}}}\!}            | {\displaystyle \pm {\sqrt {\sec ^{2}\theta -1}}\!}                       | {\displaystyle {\frac {1}{\cot \theta }}\!}                              |
| {\displaystyle \csc \theta =\!} | {\displaystyle {\frac {1}{\sin \theta }}\!}                              | {\displaystyle \pm {\frac {1}{\sqrt {1-\cos ^{2}\theta }}}\!}            | {\displaystyle \pm {\frac {\sqrt {1+\tan ^{2}\theta }}{\tan \theta }}\!} | {\displaystyle \csc \theta \!}                                           | {\displaystyle \pm {\frac {\sec \theta }{\sqrt {\sec ^{2}\theta -1}}}\!} | {\displaystyle \pm {\sqrt {1+\cot ^{2}\theta }}\!}                       |
| {\displaystyle \sec \theta =\!} | {\displaystyle \pm {\frac {1}{\sqrt {1-\sin ^{2}\theta }}}\!}            | {\displaystyle {\frac {1}{\cos \theta }}\!}                              | {\displaystyle \pm {\sqrt {1+\tan ^{2}\theta }}\!}                       | {\displaystyle \pm {\frac {\csc \theta }{\sqrt {\csc ^{2}\theta -1}}}\!} | {\displaystyle \sec \theta \!}                                           | {\displaystyle \pm {\frac {\sqrt {1+\cot ^{2}\theta }}{\cot \theta }}\!} |
| {\displaystyle \cot \theta =\!} | {\displaystyle \pm {\frac {\sqrt {1-\sin ^{2}\theta }}{\sin \theta }}\!} | {\displaystyle \pm {\frac {\cos \theta }{\sqrt {1-\cos ^{2}\theta }}}\!} | {\displaystyle {\frac {1}{\tan \theta }}\!}                              | {\displaystyle \pm {\sqrt {\csc ^{2}\theta -1}}\!}                       | {\displaystyle \pm {\frac {1}{\sqrt {\sec ^{2}\theta -1}}}\!}            | {\displaystyle \cot \theta \!}                                           |

## Историјска стенографија
Синус версус, косинус версус и ексекант се користи у навигацији. На пример синус версус формула је коришћена за израчунавање удаљености између два дела свере. Данас се ретко користи.
| Name(s)                                           | Abbreviation(s) | Value                                        |
| ------------------------------------------------- | --- | -------------------------------------------- |
| versed sine, versine                              | {\displaystyle \operatorname {versin} (\theta )} {\displaystyle \operatorname {vers} (\theta )} {\displaystyle \operatorname {ver} (\theta )} | {\displaystyle 1-\cos(\theta )}              |
| versed cosine, vercosine                          | {\displaystyle \operatorname {vercosin} (\theta )}                                                                                            | {\displaystyle 1+\cos(\theta )}              |
| coversed sine, coversine                          | {\displaystyle \operatorname {coversin} (\theta )} {\displaystyle \operatorname {cvs} (\theta )}                                              | {\displaystyle 1-\sin(\theta )}              |
| coversed cosine, covercosine                      | {\displaystyle \operatorname {covercosin} (\theta )}                                                                                          | {\displaystyle 1+\sin(\theta )}              |
| half versed sine, haversine                       | {\displaystyle \operatorname {haversin} (\theta )}                                                                                            | {\displaystyle {\frac {1-\cos(\theta )}{2}}} |
| half versed cosine, havercosine                   | {\displaystyle \operatorname {havercosin} (\theta )}                                                                                          | {\displaystyle {\frac {1+\cos(\theta )}{2}}} |
| half coversed sine, hacoversine cohaversine       | {\displaystyle \operatorname {hacoversin} (\theta )}                                                                                          | {\displaystyle {\frac {1-\sin(\theta )}{2}}} |
| half coversed cosine, hacovercosine cohavercosine | {\displaystyle \operatorname {hacovercosin} (\theta )}                                                                                        | {\displaystyle {\frac {1+\sin(\theta )}{2}}} |
| exterior secant, exsecant                         | {\displaystyle \operatorname {exsec} (\theta )}                                                                                               | {\displaystyle \sec(\theta )-1}              |
| exterior cosecant, excosecant                     | {\displaystyle \operatorname {excsc} (\theta )}                                                                                               | {\displaystyle \csc(\theta )-1}              |
| chord                                             | {\displaystyle \operatorname {crd} (\theta )}                                                                                                 | {\displaystyle 2\sin {\frac {\theta }{2}}}   |

## Симетрија смене и периодичност
Испитивањем пуног круга, пратећа својства тригонометријских функција могу бити утврђени.

### Симетрија
Када су тригонометријске функције рефлектоване на одређен угао, резултат је често једна од тригонометријских функција. То нас води до следећих идентитета :
| Reflected in {\displaystyle \theta =0} | Reflected in {\displaystyle \theta =\pi /2} (co-function identities) | Reflected in {\displaystyle \theta =\pi } |
| --- | --- | --- |
| {\displaystyle {\begin{aligned}\sin(-\theta )&=-\sin \theta \\\cos(-\theta )&=+\cos \theta \\\tan(-\theta )&=-\tan \theta \\\csc(-\theta )&=-\csc \theta \\\sec(-\theta )&=+\sec \theta \\\cot(-\theta )&=-\cot \theta \\\end{aligned}}} | {\displaystyle {\begin{aligned}\sin({\tfrac {\pi }{2}}-\theta )&=+\cos \theta \\\cos({\tfrac {\pi }{2}}-\theta )&=+\sin \theta \\\tan({\tfrac {\pi }{2}}-\theta )&=+\cot \theta \\\csc({\tfrac {\pi }{2}}-\theta )&=+\sec \theta \\\sec({\tfrac {\pi }{2}}-\theta )&=+\csc \theta \\\cot({\tfrac {\pi }{2}}-\theta )&=+\tan \theta \\\end{aligned}}} | {\displaystyle {\begin{aligned}\sin(\pi -\theta )&=+\sin \theta \\\cos(\pi -\theta )&=-\cos \theta \\\tan(\pi -\theta )&=-\tan \theta \\\csc(\pi -\theta )&=+\csc \theta \\\sec(\pi -\theta )&=-\sec \theta \\\cot(\pi -\theta )&=-\cot \theta \\\end{aligned}}} |

### Смене и периодичности
Под сменом функције круга неким одређеним углом често је могуће уочити различите тригонометријске функције које показују те резултате у једноставнијем облику. Неки примери овога су приказани сменом функција круга са π/2, π и 2π радијана. Због стила функција је π или 2π, има случајева када је нова функција у потпуности иста као стара без смене.
| Shift by π/2 | Shift by π Period for tan and cot | Shift by 2π Period for sin, cos, csc and sec |
| --- | --- | --- |
| {\displaystyle {\begin{aligned}\sin(\theta +{\tfrac {\pi }{2}})&=+\cos \theta \\\cos(\theta +{\tfrac {\pi }{2}})&=-\sin \theta \\\tan(\theta +{\tfrac {\pi }{2}})&=-\cot \theta \\\csc(\theta +{\tfrac {\pi }{2}})&=+\sec \theta \\\sec(\theta +{\tfrac {\pi }{2}})&=-\csc \theta \\\cot(\theta +{\tfrac {\pi }{2}})&=-\tan \theta \end{aligned}}} | {\displaystyle {\begin{aligned}\sin(\theta +\pi )&=-\sin \theta \\\cos(\theta +\pi )&=-\cos \theta \\\tan(\theta +\pi )&=+\tan \theta \\\csc(\theta +\pi )&=-\csc \theta \\\sec(\theta +\pi )&=-\sec \theta \\\cot(\theta +\pi )&=+\cot \theta \\\end{aligned}}} | {\displaystyle {\begin{aligned}\sin(\theta +2\pi )&=+\sin \theta \\\cos(\theta +2\pi )&=+\cos \theta \\\tan(\theta +2\pi )&=+\tan \theta \\\csc(\theta +2\pi )&=+\csc \theta \\\sec(\theta +2\pi )&=+\sec \theta \\\cot(\theta +2\pi )&=+\cot \theta \end{aligned}}} |

## Збир углова и разлика идентитета
Познате су као адиционе и одузимајуће теореме или формуле.
Оне потичу из десетог века и утврдио их је персијски математицар Abū al-Wafā' Būzjānī.
Један метод доказивања ових идентитета се поклапа са Еулеровом формулом. 
За диаграм адиције угла за синус и косинус, тамна линија са 1 своје дужине је дужине један. Хипотенуза десног угла троугла са углом β са којим даје синус β и косинус β. Косинус β линија је хипотенуза десног угла троугла са углом α тако да има са стране синус α и косинус α и обоје поможено са косинус β. Ово је исто за синус β линију.
Уопстено дијаграм може бити коришћен да покаже синус и косинус збира идентитета
{\displaystyle \sin(\alpha +\beta )=\sin \alpha \cos \beta +\cos \alpha \sin \beta }
{\displaystyle \cos(\alpha +\beta )=\cos \alpha \cos \beta -\sin \alpha \sin \beta }
Јер супротне стране правоугаоника су једнаке.
| Sine       | {\displaystyle \sin(\alpha \pm \beta )=\sin \alpha \cos \beta \pm \cos \alpha \sin \beta \!}                                          |
| Cosine     | {\displaystyle \cos(\alpha \pm \beta )=\cos \alpha \cos \beta \mp \sin \alpha \sin \beta \,}                                          |
| Tangent    | {\displaystyle \tan(\alpha \pm \beta )={\frac {\tan \alpha \pm \tan \beta }{1\mp \tan \alpha \tan \beta }}}                           |
| Arcsine    | {\displaystyle \arcsin \alpha \pm \arcsin \beta =\arcsin \left(\alpha {\sqrt {1-\beta ^{2}}}\pm \beta {\sqrt {1-\alpha ^{2}}}\right)} |
| Arccosine  | {\displaystyle \arccos \alpha \pm \arccos \beta =\arccos \left(\alpha \beta \mp {\sqrt {(1-\alpha ^{2})(1-\beta ^{2})}}\right)}       |
| Arctangent | {\displaystyle \arctan \alpha \pm \arctan \beta =\arctan \left({\frac {\alpha \pm \beta }{1\mp \alpha \beta }}\right)}                |

### Матрична форма
Збир и разлика формула синуса и косинуса може бити написана у матрикс форми као :
{\displaystyle {\begin{aligned}&{}\quad \left({\begin{array}{rr}\cos \alpha &-\sin \alpha \\\sin \alpha &\cos \alpha \end{array}}\right)\left({\begin{array}{rr}\cos \beta &-\sin \beta \\\sin \beta &\cos \beta \end{array}}\right)\\[12pt]&=\left({\begin{array}{rr}\cos \alpha \cos \beta -\sin \alpha \sin \beta &-\cos \alpha \sin \beta -\sin \alpha \cos \beta \\\sin \alpha \cos \beta +\cos \alpha \sin \beta &-\sin \alpha \sin \beta +\cos \alpha \cos \beta \end{array}}\right)\\[12pt]&=\left({\begin{array}{rr}\cos(\alpha +\beta )&-\sin(\alpha +\beta )\\\sin(\alpha +\beta )&\cos(\alpha +\beta )\end{array}}\right).\end{aligned}}}

### Синус и косинус збира бесконачности односа
{\displaystyle \sin \left(\sum _{i=1}^{\infty }\theta _{i}\right)=\sum _{{\text{odd}}\ k\geq 1}(-1)^{(k-1)/2}\sum _{\begin{smallmatrix}A\subseteq \{\,1,2,3,\dots \,\}\\\left|A\right|=k\end{smallmatrix}}\left(\prod _{i\in A}\sin \theta _{i}\prod _{i\not \in A}\cos \theta _{i}\right)}
{\displaystyle \cos \left(\sum _{i=1}^{\infty }\theta _{i}\right)=\sum _{{\text{even}}\ k\geq 0}~(-1)^{k/2}~~\sum _{\begin{smallmatrix}A\subseteq \{\,1,2,3,\dots \,\}\\\left|A\right|=k\end{smallmatrix}}\left(\prod _{i\in A}\sin \theta _{i}\prod _{i\not \in A}\cos \theta _{i}\right)}
У ова два идентитета асиметричност се појављује али није виђена у случају збира коначности многих услова : У сваком продукту, има неколико коначних синус фактора и двосмислености многих косинус фактора.
Само ако бесконацност многих ових услова θi није нула, онда само коначност многих услова са десне стране неће бити нула јер синус факор ће нестати, у савком услову, све осим коначности многих косинус фактора ће бити заједно.

### Збир тангенса
ако ek (for k = 0, 1, 2, 3, ...) буде ktи степен елементарног симетричног полинома у варијаблама
{\displaystyle x_{i}=\tan \theta _{i}\,}
for i = 0, 1, 2, 3, ..., i.e.,
{\displaystyle {\begin{aligned}e_{0}&=1\\[6pt]e_{1}&=\sum _{i}x_{i}&&=\sum _{i}\tan \theta _{i}\\[6pt]e_{2}&=\sum _{i<j}x_{i}x_{j}&&=\sum _{i<j}\tan \theta _{i}\tan \theta _{j}\\[6pt]e_{3}&=\sum _{i<j<k}x_{i}x_{j}x_{k}&&=\sum _{i<j<k}\tan \theta _{i}\tan \theta _{j}\tan \theta _{k}\\&{}\ \ \vdots &&{}\ \ \vdots \end{aligned}}}
Онда
{\displaystyle \tan \left(\sum _{i}\theta _{i}\right)={\frac {e_{1}-e_{3}+e_{5}-\cdots }{e_{0}-e_{2}+e_{4}-\cdots }}.\!}
Број услова са десне стране зависи од броја услова са леве.
На пример:
{\displaystyle {\begin{aligned}\tan(\theta _{1}+\theta _{2})&={\frac {e_{1}}{e_{0}-e_{2}}}={\frac {x_{1}+x_{2}}{1\ -\ x_{1}x_{2}}}={\frac {\tan \theta _{1}+\tan \theta _{2}}{1\ -\ \tan \theta _{1}\tan \theta _{2}}},\\[8pt]\tan(\theta _{1}+\theta _{2}+\theta _{3})&={\frac {e_{1}-e_{3}}{e_{0}-e_{2}}}={\frac {(x_{1}+x_{2}+x_{3})\ -\ (x_{1}x_{2}x_{3})}{1\ -\ (x_{1}x_{2}+x_{1}x_{3}+x_{2}x_{3})}},\\[8pt]\tan(\theta _{1}+\theta _{2}+\theta _{3}+\theta _{4})&={\frac {e_{1}-e_{3}}{e_{0}-e_{2}+e_{4}}}\\[8pt]&={\frac {(x_{1}+x_{2}+x_{3}+x_{4})\ -\ (x_{1}x_{2}x_{3}+x_{1}x_{2}x_{4}+x_{1}x_{3}x_{4}+x_{2}x_{3}x_{4})}{1\ -\ (x_{1}x_{2}+x_{1}x_{3}+x_{1}x_{4}+x_{2}x_{3}+x_{2}x_{4}+x_{3}x_{4})\ +\ (x_{1}x_{2}x_{3}x_{4})}},\end{aligned}}}
И тако даље.

### Збир секанса и косеканса
{\displaystyle {\begin{aligned}\sec \left(\sum _{i}\theta _{i}\right)&={\frac {\prod _{i}\sec \theta _{i}}{e_{0}-e_{2}+e_{4}-\cdots }}\\[8pt]\csc \left(\sum _{i}\theta _{i}\right)&={\frac {\prod _{i}\sec \theta _{i}}{e_{1}-e_{3}+e_{5}-\cdots }}\end{aligned}}}
где ek is the kти степен елементарног симетричног полинома у n варијабли xi = tan θi, i = 1, ..., n, и број услова у имениоцу и број фактора у резултату у броиоцу зависи од броја услова у збиру са леве стране. Случај коначности многих услова може бити проверена математичком индукцијом. Конвергенција серија у имениоцу може бити показана писањем секанс идентитета у форми
{\displaystyle e_{0}-e_{2}+e_{4}-\cdots ={\frac {\prod _{i}\sec \theta _{i}}{\sec \left(\sum _{i}\theta _{i}\right)}}}
и онда посматра да је лева страна конвергентна уколико је десна страна конвергентна, и слична косенканс идентитету.
На пример,
{\displaystyle {\begin{aligned}\sec(\alpha +\beta +\gamma )&={\frac {\sec \alpha \sec \beta \sec \gamma }{1-\tan \alpha \tan \beta -\tan \alpha \tan \gamma -\tan \beta \tan \gamma }}\\[8pt]\csc(\alpha +\beta +\gamma )&={\frac {\sec \alpha \sec \beta \sec \gamma }{\tan \alpha +\tan \beta +\tan \gamma -\tan \alpha \tan \beta \tan \gamma }}.\end{aligned}}}

## Експоненцијалне дефиниције
| Function                                                                                           | Inverse function                                                                                              |
| -------------------------------------------------------------------------------------------------- | --- |
| {\displaystyle \sin \theta ={\frac {e^{i\theta }-e^{-i\theta }}{2i}}\,}                            | {\displaystyle \arcsin x=-i\ln \left(ix+{\sqrt {1-x^{2}}}\right)\,}                                           |
| {\displaystyle \cos \theta ={\frac {e^{i\theta }+e^{-i\theta }}{2}}\,}                             | {\displaystyle \arccos x=i\,\ln \left(x-i\,{\sqrt {1-x^{2}}}\right)\,}                                        |
| {\displaystyle \tan \theta ={\frac {e^{i\theta }-e^{-i\theta }}{i(e^{i\theta }+e^{-i\theta })}}\,} | {\displaystyle \arctan x={\frac {i}{2}}\ln \left({\frac {i+x}{i-x}}\right)\,}                                 |
| {\displaystyle \csc \theta ={\frac {2i}{e^{i\theta }-e^{-i\theta }}}\,}                            | {\displaystyle \operatorname {arccsc} x=-i\ln \left({\tfrac {i}{x}}+{\sqrt {1-{\tfrac {1}{x^{2}}}}}\right)\,} |
| {\displaystyle \sec \theta ={\frac {2}{e^{i\theta }+e^{-i\theta }}}\,}                             | {\displaystyle \operatorname {arcsec} x=-i\ln \left({\tfrac {1}{x}}+{\sqrt {1-{\tfrac {i}{x^{2}}}}}\right)\,} |
| {\displaystyle \cot \theta ={\frac {i(e^{i\theta }+e^{-i\theta })}{e^{i\theta }-e^{-i\theta }}}\,} | {\displaystyle \operatorname {arccot} x={\frac {i}{2}}\ln \left({\frac {x-i}{x+i}}\right)\,}                  |
| | |
| {\displaystyle \operatorname {cis} \,\theta =e^{i\theta }\,}                                       | {\displaystyle \operatorname {arccis} \,x={\frac {\ln x}{i}}=-i\ln x=\operatorname {arg} \,x\,}               |